# Martin Kotůlek
Martin Kotůlek (11 de setembro de 1969) é um ex-futebolista profissional tcheco que atuava como defensor.

## Carreira
Martin Kotůlek representou a Seleção Checa de Futebol, na Eurocopa de 1996. 